# Cmentarz żydowski w Chodzieży
Cmentarz żydowski w Chodzieży – kirkut mieścił się przy obecnej ul. Kochanowskiego. Powstał w XVII stuleciu. Miał powierzchnię 2,5 ha. Nekropolia jest zdewastowana. Obecnie nie ma na niej macew. Na jej miejscu wzniesiono po wojnie boisko sportowe i osiedle domków jednorodzinnych.